# Cudworth (Saskatchewan)
Cudworth es un pueblo canadiense situado en la provincia de Saskatchewan.

## Superficie
Cudworth tiene una superficie de 2,12 km².

## Demografía
En 2021, tenía 772 habitantes, una densidad poblacional de 364,8 hab./km², y 364 viviendas.